# 久保之盛
久保 之盛（くぼ ゆきもり）は、安土桃山時代から江戸時代前期にかけての武将。薩摩藩士。

## 生涯
久保行政の子として誕生。之盛の祖父・久保行久は、永禄7年（1564年）に島津義弘の飯野入りに従った60人の内の一人で、父・行政は次男であったが、兄・行経が文禄・慶長の役で死去したために家督を継いだ。また行政は義弘の三男・島津忠恒（後の薩摩藩初代藩主・島津家久）の教育係を任されている。之盛も義弘、忠恒父子の家臣として仕えた。
之盛が14歳の頃、島津家を調伏した山伏を上意打ちせよとの命が家中に下る。皆がこれをためらう中、之盛は自ら進み出てこの山伏に詰め腹を斬らせた。16歳の頃には、朝鮮に派兵している島津軍へ玉薬などを運ぶ船に乗って朝鮮に渡海し、忠恒について戦い軍功を上げた。その武功は島津の剛の者と評判の押川六兵衛（後の押川郷兵衛）以上であるとして、忠恒から「七兵衛」の名を賜り、義弘からも軍扇1本[鉄砲1挺、並びに短刀1腰を賜っている。また慶長3年（1598年）の泗川の戦いでも戦功を上げた。
慶長5年（1600年）、関ヶ原の戦いの退却戦の際には、川上忠兄や川上久智らと共に井伊直政の攻撃を防ぎ、島津軍の退去に貢献した。これにより「小返しの五本鑓」の一人に数えられる。またこの功により忠恒より刀を下賜されている。慶長7年（1602年）に伊東氏の家臣・稲津重政が起こした稲津の乱にも出兵、罪を得て島流しになっていた頴娃主水親智が自決した際の検視役なども務め、家久（忠恒）が江戸に参勤する際には大奥取締役なども仰せ付かった。
普段から家久が死去した際には殉死する旨を願い出ており、寛永15年（1638年）に家久が死去すると改めてこれを願い出るが、家久がその嫡子で2代藩主である光久に仕えるよう遺言していたためそれに従った。
正保4年（1647年）、死去。